# Fannia melanura
Fannia melanura är en tvåvingeart som beskrevs av Chillcott 1961. Fannia melanura ingår i släktet Fannia och familjen takdansflugor. Inga underarter finns listade i Catalogue of Life.